# Дубінчак Владислав Юрійович
Владисла́в Ю́рійович Дубінча́к (нар. 1 липня 1998, Томашпіль, Вінницька область, Україна) — український футболіст, лівий захисник київського «Динамо». Грав за молодіжну збірну України.

## Клубна кар'єра

### «Динамо» (Київ)

#### Ранні роки
Народився 1 липня 1998 року в смт Томашпіль, Вінницької області. Футболом розпочав займатися в місцевому ДЮСШ, перший тренер — Валентин Олександрович Кучковський. У ДЮФЛУ протягом 2,5 сезони виступав у складі БРВ-ВІК. У футболці володимир-волинського клубу ставав бронзовим призером чемпіонату України ДЮФЛ U-14 сезону 2011/12 років. Після цього отримав пропозиції від київського «Динамо» та донецького «Шахтаря», але обрав київський клуб. За юнацьку команду Владислав дебютував 3 вересня 2014 року у матчі проти «Волині» (5:0), на полі провів 79 хвилин і заробив жовту картку. У дебютному сезоні (2014/2015) за юнацьку команду «Динамо» Дубінчак відіграв 21 матч. У сезоні 2015/16 років Владислав був одним з ключових гравців юнацької команди «Динамо» не тільки в національній першості, а й у Юнацькій Лізі чемпіонів. В чемпіонаті України за «Динамо» U-19 Дубінчак відіграв 26 матчів, відзначився 1 забитим м'ячем, а також заробив 8 жовтих карток та 1 червону. Став чемпіоном у складі «Динамо» першості України (U-19) — 2015/16.
За молодіжну команду киян футболіст дебютував 7 жовтня 2015 року у матчі проти футбольного клубу «Сталь», але на полі провів 9 хвилин. В Юнацькій Лізі чемпіонів молодий захисник був незмінним гравцем основи: відіграв всі 7 матчів та заробив 2 жовті картки. У першості країни серед команд U-21 2017/18 став срібним призером.
Наприкінці 2016 року продовжив контракт з ФК «Динамо» (Київ) до 31 грудня 2020 року.

#### 2018—2019: Оренда в «Арсенал»
У середині липня 2018 року в пресі з'явлася інформація про можливість переходу Владислава до новачка УПЛ, «Арсеналу», а вже наступного дня було офіційно оголошено про оренду молодого футболіста київськими «канонірами». 20 липня 2018 року потрапив до заявки «Арсеналу» на сезон в УПЛ.
Дебютував у складі київського клубу 22 липня 2018 року в програному (0:2) домашньому поєдинку 1-о туру УПЛ проти ФК «Львів». Владислав вийшов на поле в стартовому складі та відіграв увесь матч.

#### 2019—2020: Оренда в «Карпати»
2 липня 2019 року, стало відомо, що сезон 2019—2020 Дубінчак проведе у складі львівських «Карпат». Дебютував за «левів» 4 серпня у матчі 2-го туру Прем'єр-ліги проти донецького «Шахтаря». Загалом зіграв за команду 19 ігор чемпіонату і одну в кубку, але не врятував клуб від вильоту з Прем'єр-ліги.

#### 2020—2021: Оренда в «Дніпро-1»
У серпні 2020 року втретє поспіль був відданий в оренду, цього разу в «Дніпро-1».

## Кар'єра в збірній
Виступав у юнацькій збірній України U-17 під керівництвом Володимира Циткіна. Учасник фінальної частини юнацького чемпіонату Європи. 10 серпня 2019 року у матчі проти Мальти дебютував за молодіжну збірну України.

## Статистика

### Клубна статистика
Станом на 24 травня 2025 року
| Сезон                | Команда              | Чемпіонат            | Чемпіонат | Чемпіонат | Національний кубок | Національний кубок | Національний кубок | Континентальні кубки | Континентальні кубки | Континентальні кубки | Інші змагання | Інші змагання | Інші змагання | Усього | Усього |
| Сезон                | Команда              | Ліга                 | Ігор      | Голів     | Ліга               | Ігор               | Голів              | Ліга                 | Ігор                 | Голів                | Ліга          | Ігор          | Голів         | Ігор   | Голів  |
| -------------------- | -------------------- | -------------------- | --------- | --------- | ------------------ | ------------------ | ------------------ | -------------------- | -------------------- | -------------------- | ------------- | ------------- | ------------- | ------ | ------ |
| 2018–19              | «Арсенал»            | УПЛ                  | 28        | 0         | КУ                 | 1                  | 0                  | —                    | —                    | —                    | —             | —             | —             | 29     | 0      |
| 2019–20              | «Карпати»            | УПЛ                  | 19        | 0         | КУ                 | 1                  | 0                  | —                    | —                    | —                    | —             | —             | —             | 20     | 0      |
| 2020–21              | «Дніпро-1»           | УПЛ                  | 22        | 0         | КУ                 | 3                  | 0                  | —                    | —                    | —                    | —             | —             | —             | 25     | 0      |
| 2021–22              | «Дніпро-1»           | УПЛ                  | 16        | 0         | КУ                 | 2                  | 0                  | —                    | —                    | —                    | —             | —             | —             | 18     | 0      |
| Всього за «Дніпро-1» | Всього за «Дніпро-1» | Всього за «Дніпро-1» | 38        | 0         | —                  | 5                  | 0                  | —                    | —                    | —                    | —             | —             | —             | 43     | 0      |
| 2022–23              | «Динамо»             | УПЛ                  | 18        | 0         | —                  | —                  | —                  | ЛЧ/ЛЄ                | 6+4                  | 0                    | —             | —             | —             | 28     | 0      |
| 2023–24              | «Динамо»             | УПЛ                  | 22        | 1         | КУ                 | 1                  | 0                  | ЛК                   | 4                    | 0                    | —             | —             | —             | 27     | 1      |
| 2024–25              | «Динамо»             | УПЛ                  | 21        | 0         | КУ                 | 2                  | 0                  | ЛЧ+ЛЄ                | 4+4                  | 0                    | —             | —             | —             | 31     | 0      |
| Всього «Динамо»      | Всього «Динамо»      | Всього «Динамо»      | 61        | 1         | —                  | 3                  | 0                  | —                    | 22                   | 0                    | —             | —             | —             | 86     | 1      |
| Всього за кар'єру    | Всього за кар'єру    | Всього за кар'єру    | 146       | 1         | —                  | 10                 | 0                  | —                    | 22                   | 0                    | —             | —             | —             | 178    | 1      |

## Досягнення
«Динамо»:
 Чемпіон України: 2025